# Coprinellus ellisii
Coprinellus ellisii es una especie de hongo en la familia Psathyrellaceae. Propio de Europa, fue descrito por primera vez en 1960 por Peter D. Orton como Coprinus ellisii, y posteriormente fue transferido al género Coprinellus en 2001. El nombre  ellisii hace referencia a E. A. Ellis, quien según Orton, fue «el naturalista y micólogo de Norfolk que lo recolectó y que me trajo numerosos agaricales que no habían sido descritos con anterioridad.»